# Рукшин, Сергей Евгеньевич
Сергей Евгеньевич Ру́кшин (род. 10 ноября 1957) — советский и российский учитель математики, педагог, профессор кафедры математического анализа Российского государственного педагогического университета имени А. И. Герцена, Народный учитель Российской Федерации (2017), учитель Григория Перельмана и Станислава Смирнова. Член общественного совета Минобрнауки по реформе РАН, научный руководитель физико-математического лицея № 239. Известен как один из самых ярких критиков реформы российского образования.

## Биография
Родился в семье главного конструктора одного из учреждений Минобороны.
Раннее детство провёл у родственников в деревне под Лугой (Ленинградская обл.). В школу пошёл в Пушкине. В средних классах успехами в учёбе не отличался, но активно занимался радиоконструированием и различными видами спорта; стал кандидатом в мастера по боксу. Далее повысил успеваемость и после 8 класса перевёлся в ФМШ № 30 г. Ленинграда, где увлёкся математикой, физикой и химией.
По окончании ФМШ поступил на матмех ЛГУ. Ещё будучи второкурсником, начал преподавать математику в кружке при Ленинградском Дворце пионеров. Уже через год его воспитанники стали побеждать на олимпиадах. В разное время в кружке занимались многие талантливые школьники, среди которых Г. Я. Перельман.
На 5 курсе пришёл на работу в Педагогический институт (ныне РГПУ) им. Герцена. Позже стал руководителем отдела науки и техники, а впоследствии — заведующим лабораторией математики. Организовал непрерывный процесс обучения и летнюю математическую школу. На базе кружка Юношеской математической школы при РГПУ и кружков Дворца пионеров в 1992 году был образован Городской математический центр, которым до сих пор руководит Рукшин. В настоящее время — Городской математический центр для одарённых школьников Президентского физматлицея № 239. С 2021 года одновременно директор Научно-исследовательского института по работе с одарёнными школьниками в области математики, информатики, технологии и естественных наук РГПУ имени А. И. Герцена.
Был помощником председателя Комитета Государственной Думы по образованию и науке.
В 1996 году был назначен научным руководителем сборной команды России по математике, а последующие 5 лет был научным обозревателем на международных математических олимпиадах.
Окончил докторантуру по педагогической психологии.
Член Президентского совета по правам человека. Председатель жюри международного математического конкурса «Я Решаю!».

## Награды и звания
- Народный учитель Российской Федерации (24 октября 2017 года) — за большой вклад в развитие науки и образования, подготовку квалифицированных специалистов[9].
- Заслуженный учитель Российской Федерации (5 февраля 2005 года) — за заслуги в обучении и воспитании подрастающего поколения[10].

## Учебно-методические пособия и публикации
- Рукшин С.Е. Задачи, как цель и средство обучения математике. — Ростов н/Д.: ББК 22.1 р, 1980. — С. 253.
- Рукшин С.Е. Математические соревнования в Ленинграде-Санкт-Петербурге: Первые пятьдесят лет. — Ростов н/Д.: МарТ, 2000. В этом пособии Рукшин, помимо прочего, доказывает, что в блокадном Ленинграде проводились олимпиады по математическим дисциплинам. 1943 был единственным учебным годом, в котором олимпиада не состоялась.
- Рукшин С.Е. Сравнительные достоинства и недостатки дистанционных и традиционных олимпиад и их влияние на архитектуру автоматизированных систем поддержки дистанционных научных соревнований. — Казань: Казанский национальный исследовательский технологический университет, 2010. — С. 12.
- Рукшин С.Е. Управление процессами проверки решений подведения итогов в соревнованиях тестированиях с автоматизированной проверкой решений. — Компьютерные инструменты в образовании, 2010.
- Один из авторов задач для ЕГЭ по предмету «Математика. Арифметика и алгебра» в 2018—2021 годах[11].